# 戚庆才
戚庆才（英文名：Charles Chi，1909年—1990年），中国基督教浸信會牧师。

## 生平
1909年，戚庆才出生于中国山东省黄县（今龙口市）。1931年到1935年就读于上海沪江大学和黄县浸信会神学院（SBTC）。此后担任上海怀恩堂牧师达54年之久（1935－1989）。1937年，淞沪会战开始，怀恩堂所在的虹口东宝兴路271号沦为战场，于是避入租界，到1942年在西摩路(今陕西北路)375号建成可容千人的新堂。
1947年，戚庆才获得美国东得大学获荣誉神学博士学位。戚庆才还担任过浸信会江苏省议会执行委员会主席、中華全國浸信會联会主席、中华浸信会书局董事长、滬江大學副董事長。
1949年以后，戚庆才曾经6次当选为上海市政协委员。他是中国基督教三自爱国运动的40位发起人之一，1954年戚庆才被选为全国基督教三自爱国会常委。1966年文革中遭到批斗。1980年12月28日，上海怀恩堂重新开放，戚庆才重新担任该堂牧师。1981年担任上海市基督教教务委员会主席，还担任中国基督教三自爱国运动委员会第三、四届副主席。